# 波爾科夫尼切 (茲古里夫卡區)
50°30′34″N 32°2′45″E / 50.50944°N 32.04583°E
波爾科夫尼切（烏克蘭語：Полковниче）是位於烏克蘭北部的村莊，由基辅州布羅瓦里區的茲胡里夫卡市鎮負責管轄。該村始建於1928年，面積0.71平方公里，海拔高度125米，2001年人口9，人口密度每平方公里12.6人。